# Iwan Skoropadski

Herb Iwana Skoropaskiego

Iwan Ilijcz Skoropadski (ukr. Іван Ілліч Скоропадський, ur. 1646, zm. 1722) – hetman Lewobrzeżnej Ukrainy w latach 1708–1722. Starał się powiększyć polityczne wpływy starszyzny kozackiej.

## Młodość
Iwan Skoropadski pochodził z rodu starszyzny kozackiej z Humania. Po spaleniu Humania przez Turków w 1674 roku przeniósł się na lewobrzeże, gdzie był kanclerzem wojskowym pod rozkazami hetmana Iwana Samojłowycza (1675–1676), następnie był pisarzem pułku czernihowskiego (1681–1694). Od roku 1698 został generalnym buńczucznym, a od 1701 generalnym esawułem. W tym czasie wypełniał szereg misji dyplomatycznych do Rosji, jednocześnie stał się współpracownikiem Iwana Mazepy. W latach 1706–1708 był pułkownikiem starodubowskim.

## Zerwanie z Mazepą i kariera hetmańska
W czasie, kiedy Iwan Mazepa zawarł sojusz z królem Szwecji Karolem XII przeciwko Rosji, mając na celu uzyskanie niezależności od Rosji, Skoropadski (jak zresztą większa część kozactwa) odsunął się od Mazepy i pozostał w służbie Rosji. Dzięki temu został w 1708 roku wybrany na radzie w Głuchowie, przy rekomendacji ze strony cara, na hetmana kozackiego Ukrainy Lewobrzeżnej. Zaproponował on carowi zupełne podporządkowanie Ukrainy Rosji i likwidację resztek niezależności. Piotr I Wielki, przypuszczając jednak, że większość kozactwa będzie przeciwna takiemu układowi, a potrzebując poparcia wojska ukraińskiego w wojnie ze Szwecją i Turcją, propozycję Skoropadskiego odrzucił.

## Represje po powstaniu Mazepy i upadek kraju
Od 1709 roku władza na Ukrainie należała już całkowicie do namiestników rosyjskich. Hetman stracił możliwość samodzielnego wyznaczania starszyzny. W kraju stacjonowało 10 pułków dragonów rosyjskich, obowiązek utrzymania których spoczywał na hetmanie i kozakach. Hetman nie miał możliwości przeciwstawiać się konfiskatom majątków stronników Mazepy, na których po wygranej bitwy pod Połtawą, Piotr Wielki się mścił. Tysiące kozaków było zsyłanych w głąb Rosji, na Ukrainie nakazywano osuszanie bagien, przy których ginęły masy ludzi.
Bardzo doskwierał kozakom zakaz kontaktów handlowych Ukrainy z krajami zachodnimi i Zaporożem. Od 1720 roku zakazano drukowania książek w języku ukraińskim. Hetman nie miał praktycznie żadnego wpływu na wydawane decyzje. Ostatecznie w 1722 roku władzę na Ukrainie oddano Kolegium Małorosyjskiemu.

## Życie prywatne
Żoną Iwana Skoropadskiego była Anastazja Markiwna, która miała ogromny wpływ na swojego męża i często wtrącała się w sprawy państwowe. Dlatego też wśród kozaków mawiano „Iwan nosi fartuch, a Nastja buławę” (ukr.: «Іван носить плахту, а Настя — булаву»).